# Варшавское произношение
Варша́вское произноше́ние (также варшавский вариант произношения, варшавский субстандарт; пол. wymowa warszawska, substandard warszawski) — один из двух равноправных вариантов произношения польского литературного языка наряду с краковско-познанским. Выделяется по небольшому числу языковых фонетических признаков, имеющих региональный характер. Считается общепольским вариантом нормативного произношения. Распространён главным образом в северных и центральных районах Польши. Назван по наименованию столицы страны, Варшавы — крупнейшему культурному и экономическому центру, расположенному на территории указанных регионов.

## Характеристика

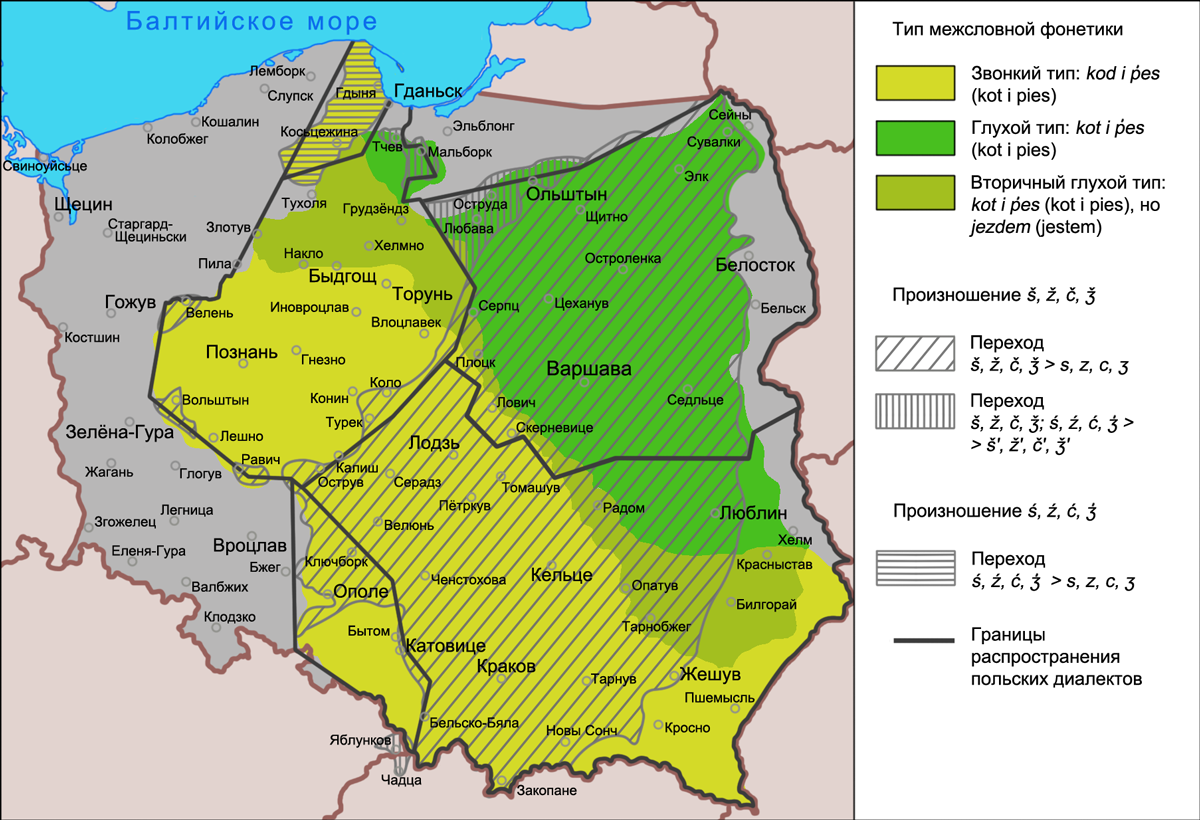
Ареалы звонкого и глухого типа сандхи на территории распространения польского языка

Для варшавского произношения характерен глухой тип межсловной фонетики (сандхи), при котором происходит оглушение конечных звонких согласных и сохранение глухости конечных глухих согласных на стыке слов перед последующим начальным сонорным согласным или любым гласным (оглушающее произношение): brat ojca [brat‿oɪ̯ca] «брат отца», kot rudy [kot‿rudy] «рыжий кот», dziś nagle [ʒ́iś‿nagle] «сегодня вдруг», pies Roberta [p’jes‿Roberta] «пёс Роберта», kosz malin [koš‿mal’in] «корзина малины», talerz malin [taleš‿mal’in] «тарелка малины». Помимо варшавского варианта произношения литературного языка такой тип фонетики характерен для говоров мазовецкого диалекта. На территории Великопольши, Малопольши и Верхней Силезии, на которых распространено краковско-познанское произношение, глухой согласный в позиции конца слова перед начальным сонорным или начальным гласным следующего слова озвончается, а звонкий согласный сохраняет своё качество (озвончающее произношение): brat ojca [brad‿oɪ̯ca], kot rudy [kod‿rudy], dziś nagle [ʒ́iź‿nagle], pies Roberta [p’jez‿Roberta], kosz malin [kož‿mal’in], talerz malin [talež‿mal’in] (в предложно-падежных сочетаниях озвончающий вариант сандхи отмечается на всей территории Польши: pod oknem [pod‿oknem] «под окном»).
Также для варшавского произношения характерна прогрессивная ассимиляция в сочетаниях типа tv, sv и т. п., выражающаяся в оглушении губно-зубной согласной v, следующей после глухих согласных: twój [tfui̯] «твой», świat [śf’i̯at] «мир», chwała [xfau̯a] «слава», chwila [xf’ila] «момент». В краковско-познанском варианте произношения оглушения согласной v после глухих не поисходит: twój [tvui̯], świat [śv’i̯at], chwała [xvau̯a], chwila [xv’ila].
Ещё одним фонетическим признаком варшавского произношения является наличие переднеязычной носовой согласной n или её палатализованного варианта n’ перед заднеязычными [k], [g], [k’], [g’], образующими группы согласных nk, n’k’, ng, n’g’ на стыке морфем (внутри морфем в этой позиции отмечается велярный носовой [ŋ]): panienka [pańenka], panienki [pańen’k’i] (родительный падеж единственного числа), szynki [šyn’k’i] (родительный падеж единственного числа), sanki [san’k’i], okienko [ok’enko] «оконце», но bank [baŋk] «банк», banki [baŋ’k’i] «банки», ręka [reŋka] «рука», ręki [reŋ’k’i] «руки» (родительный падеж единственного числа). Сочетание n’g’ при этом возможно только в формах устаревшего слова ongiś «когда-то» и onegdaj «давно». В случае, если сочетания nk, n’k’, ng, n’g’ находятся в словоформах того или иного слова на стыке морфем, то у этого слова всегда имеются словоформы, у которых между назальным и заднеязычным согласными появляется беглая гласная e [ɛ]: szynka [šynka] — szynek [šynek] (родительный падеж множественного числа), panienka [pańenka] — panienek [pańenek] (родительный падеж множественного числа). В западных и южных районах Польши перед [k], [g], [k’], [g’] на стыке морфем носовая фонема реализуется как велярный согласный [ŋ]: panienka [pańeŋka], panienki [pańeŋ’k’i], szynki [šyŋ’k’i], sanki [saŋ’k’i], okienko [ok’eŋko].
Помимо области, для жителей которых характерны все фонетические особенности варшавского произношения, имеются обширные по охвату территории с распространением части варшавских языковых черт в сосуществовании с краковско-познанскими. Эти территории расположены в зонах наложения друг на друга ареалов разных фонетических черт с несовпадающими границами, например, ареала варшавского оглушающего типа межсловной фонетики с ареалом краковско-познанского произношения носовых согласных перед заднеязычными как [ŋ] или ареала краковско-познанского озвончающего типа межсловной фонетики с ареалом варшавского произношения носовых согласных перед заднеязычными как [n].